# Com-pa

Vẽ đường tròn bằng Com-pa.

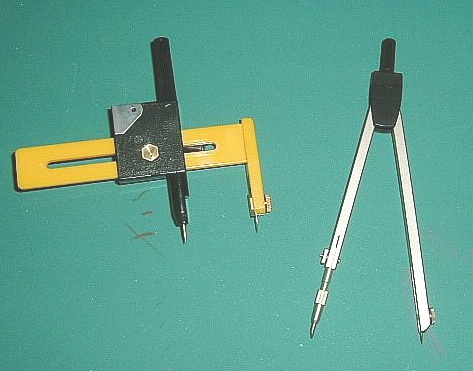
Một com-pa thanh ngang và một com-pa thông dụng

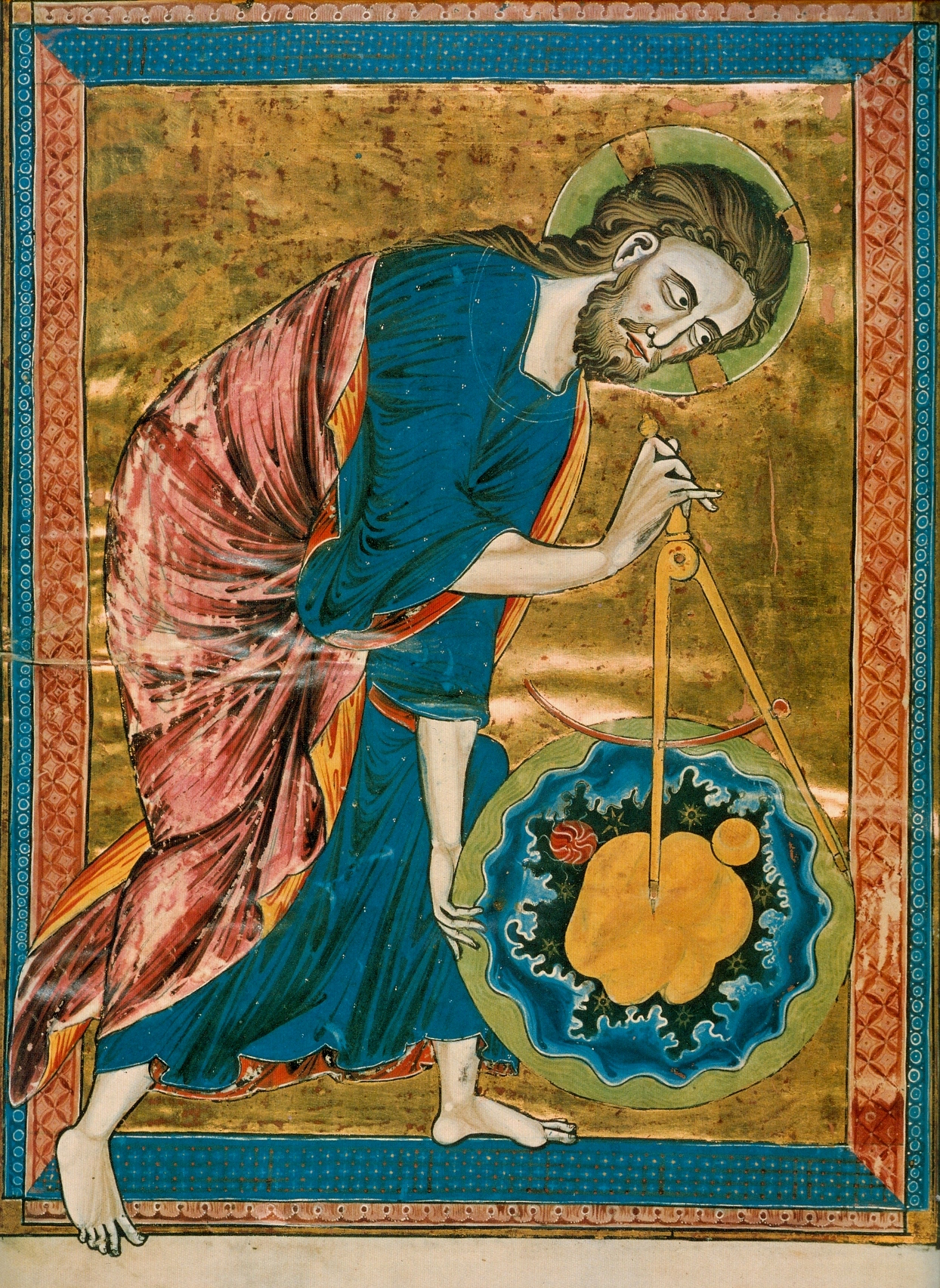
Trong một số tranh minh họa thời Trung cổ, com-pa đã được sử dụng như một biểu tượng của hành động sáng tạo của Thiên Chúa

Com-pa (từ chữ Compas trong tiếng Pháp) là một dụng cụ vẽ kỹ thuật có thể được sử dụng để vẽ hình tròn, đường tròn hoặc vòng cung. Com-pa có thể được sử dụng cho toán học (hình học), soạn thảo bản vẽ, định vị, để đo khoảng cách, đặc biệt trên bản đồ và các mục đích khác.
Trước thời kỳ máy vi tính cá nhân trở nên phổ biến, com-pa và các công cụ khác để vẽ tay thường được đóng gói thành một bộ, với các bộ phận thay thế cho nhau. Ngày nay, những thao tác này thường được thay thế bằng máy tính cùng các chương trình thiết kế với máy tính hỗ trợ, vì vậy các dụng cụ vật lý này chủ yếu phục vụ cho mục đích giáo khoa trong giảng dạy về hình học, vẽ kỹ thuật, vẽ biểu đồ tròn,...
Việc phát minh ra compa đo tỷ lệ được cho là do Galilée phát minh vào cuối thế kỷ XIV, nhưng ý tưởng về nó cũng như một số ứng dụng của nó có thể có từ trước đó. Chiếc đầu tiên có thể đã do Guidobaldo del Monte, bạn của Galilée, làm vào năm 1658.
Compas đo tỷ lệ có ở trong các túi đồ dùng toán học bên cạnh những dụng cụ đo, vẽ: compas có mũi nhọn, thước, êke và thước đo độ. Nếu nó chỉ là một toán đồ hơn là một dụng cụ tính toán thật sự (nó không cho phép thực hiện các phép tính số học), nó vẫn cho phép giải một số bài toán hình học thực tiễn hoặc một số bài toán liên quan đến việc sử dụng các kim loại mà không cần một tính toán nào, và là một dụng cụ hết sức tài tình và có ích.
Compas đo tỷ lệ, được sử dụng rất phổ biến, sau khi xuất hiện được vài năm, đã gợi ý cho Edmond Gunter phát minh ra thước tính. Compas đo tỷ lệ đã là một trong những dụng cụ được sử dụng nhiều nhất cho đến cuối thế kỷ XIX. Nó đã được chế tạo rộng rãi ở các nước như Anh, Pháp và Ý.

## Cấu trúc
Com-pa thường được làm bằng kim loại hoặc nhựa, và bao gồm hai phần nối với nhau bằng hai con ốc vít có thể điều chỉnh để cho phép thay đổi bán kính của đường tròn vẽ. Thông thường một đầu có kim ở cuối để làm tâm đường tròn, và đầu kia gắn một cây bút chì, hoặc đôi khi một cây bút để vẽ, cũng có một số loại compa chỉ có 1 đầu nhọn.

## Hình

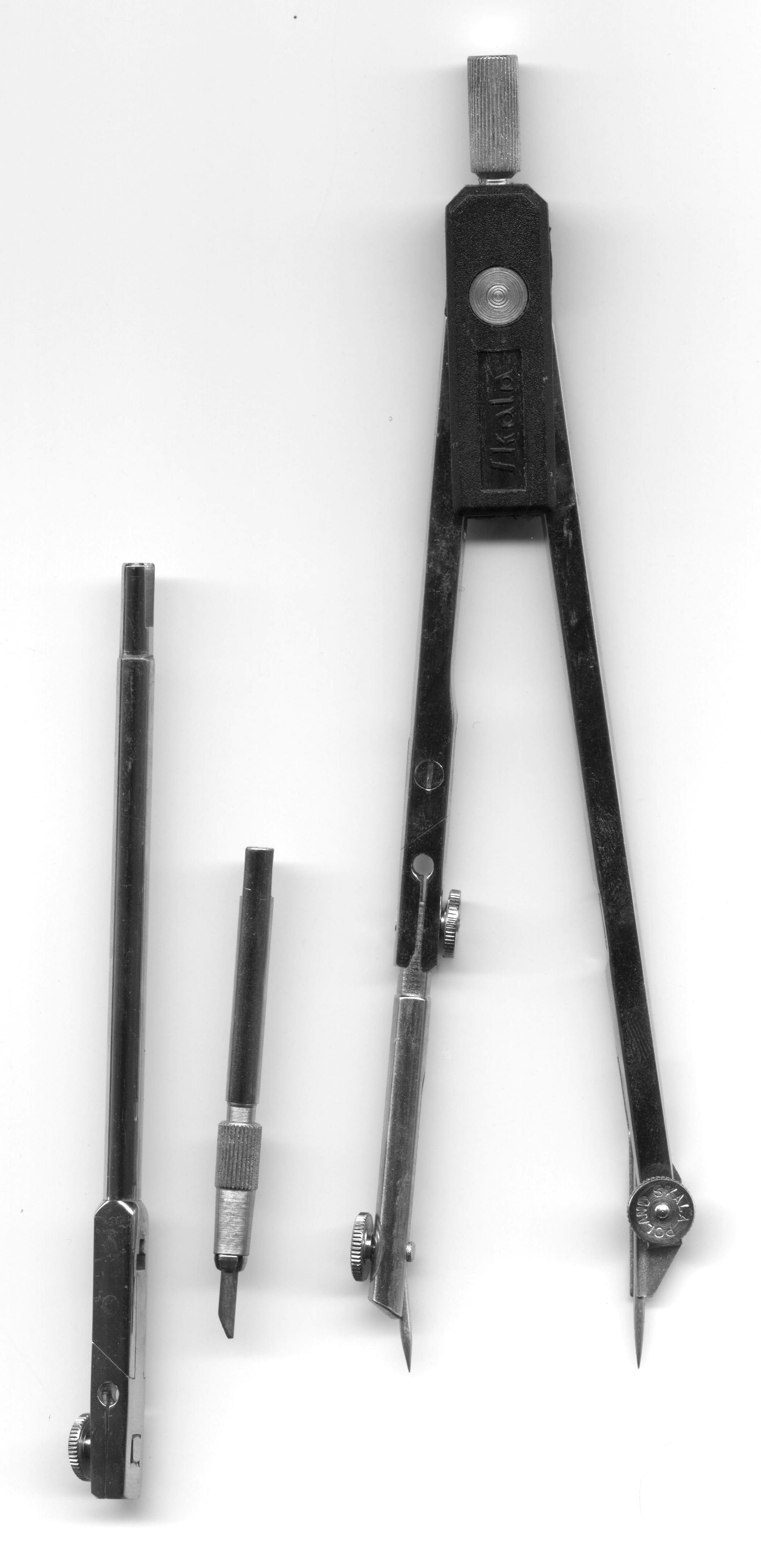
Một bộ com-pa
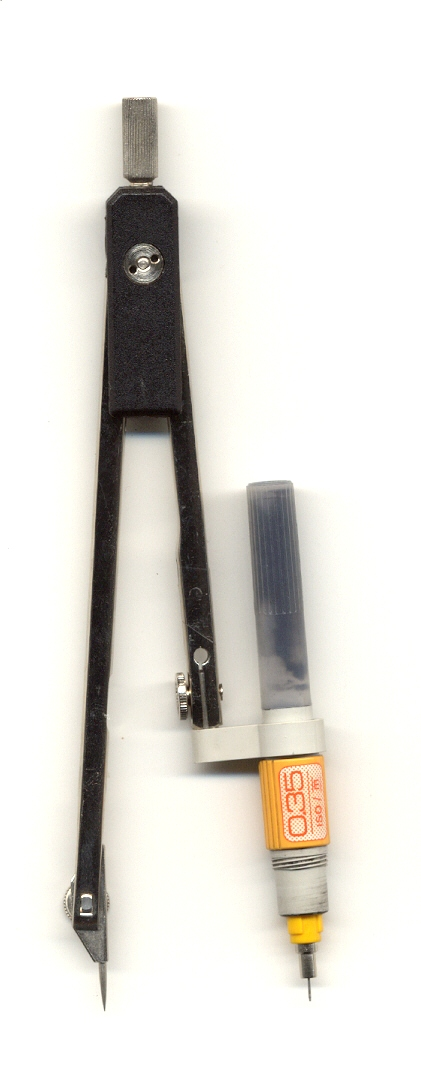
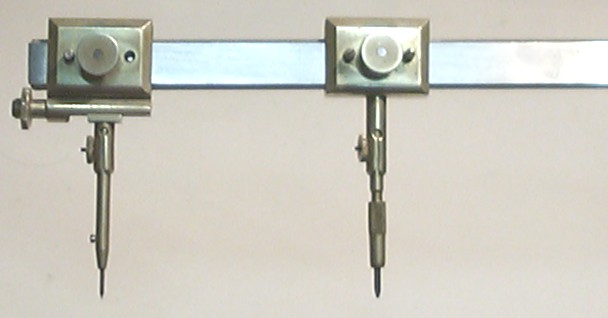
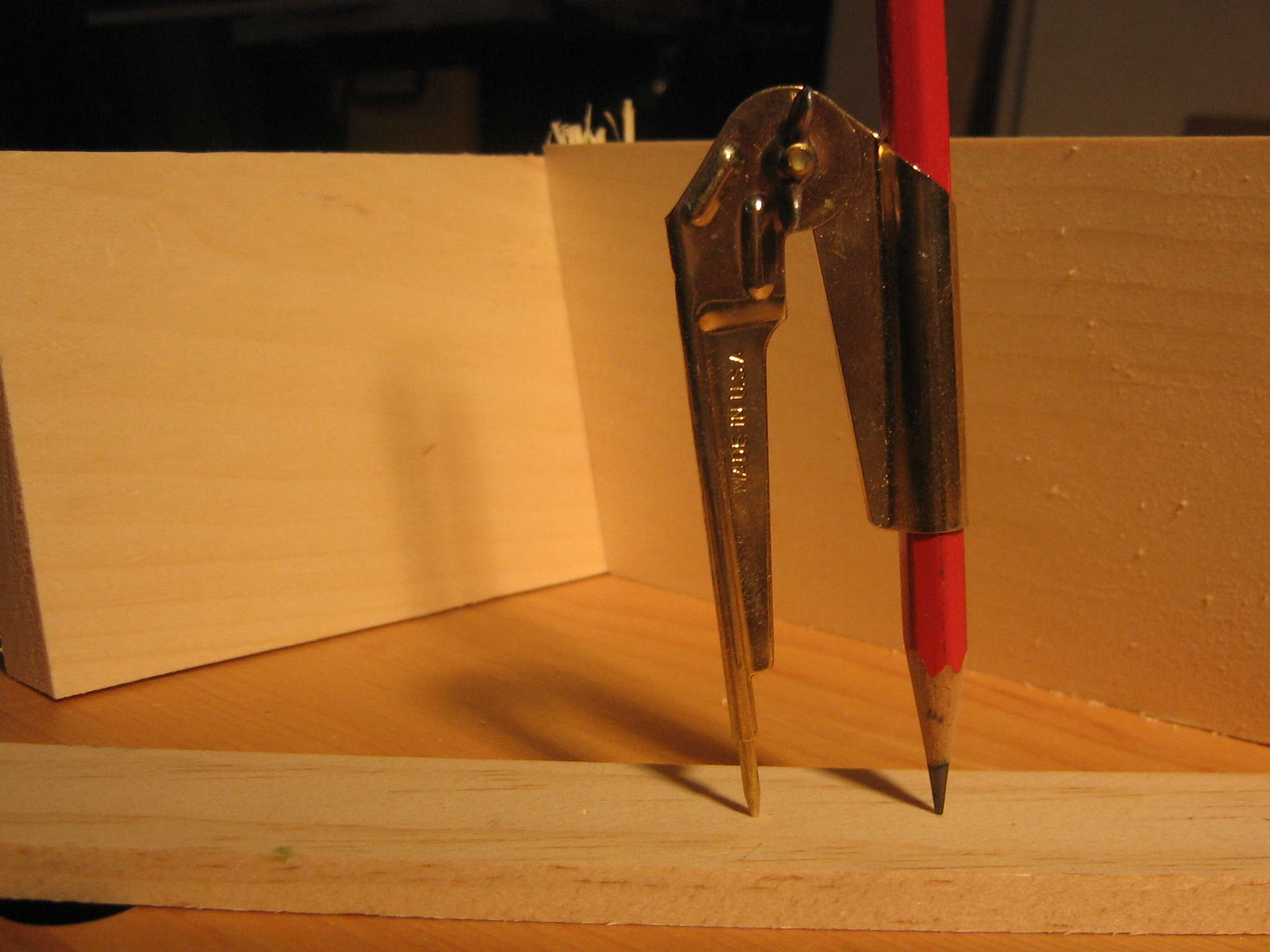